# Tiff Lacey
Tiffany Lacey (ur. 29 października 1965 roku w Londynie) – brytyjska piosenkarka, autorka tekstów piosenek, pisarka oraz malarka. Najbardziej znana ze współpracy z niemieckim producentem muzyki elektronicznej ATB. Użyczyła swojego wokalu w takich utworach jak: "Marrakech", "Ecstasy", "Here With Me", "My Everything" czy "Still Here". W 2011 roku wydała swój debiutancki album solowy pod tytułem ¡Viva!.

## Albumy
- 2011: ¡Viva!

## Single

### Solo
- 2009: Someone Like You
Show Me the Way

### Gościnnie
- 2002: Redd Square – In Your Hands
 Paul Oakenfold – Hypnotised
- 2004: ATB – Marrakech
ATB – Ecstasy
ATB – Here with Me
ATB – Humanity
- 2005: Lost Witness – Home
Lost Witness – Love Again
Headstrong – Close Your Eyes
Flash Brothers – Faith in Love
Flash Brothers – Stay
Conjure One – Face the Music
Filo & Peri – Dance with the Devil
- 2006: Headstrong – Silver Shadow
Headstrong – Show Me the Love
Cosmic Gate – Should've Known
Ron van den Beuken – Find the Way
Matt Darey – Always
Headstrong – The Truth
- 2007: Adam Nickey - Letting Go
Matt Darey – Sum Of All Fears
Headstrong – Symphony of Soul
Lost Witness – Coming Down
Wippenberg – Promised Land
First State – Where Do We Go
- 2008: Tatana & Andrew Bennett – Closer (Than A Heartbeat)
Phynn - Try Again
- 2009: Cosmic Gate – Open Your Heart
ATB – My Everything
ATB – Still Here
ATB – Missing
- Tiddey - Forgive & Forget (Forgiven Lies)
- 2010: George Acosta – I Know
Gostosa presents Cybersutra – Sutra
Moonbeam & Tyler Michaud – Openhearted
Mr. Sam – Carved
Aurosonic & Morphing Shadows – Always Together
Aly & Fila – Paradise
Der Mystik – Watching The World
Matt Darey – Into The Blue
Chus Liberata – Beds
Motionchild & Will Holland – Artic Kiss
Marco Torrance – Dancing Brave
- 2011: Aly & Fila – Paradise
Danyella – Summer Breeze
- 2019: JKL – Lifetime